# Pace Gaggini

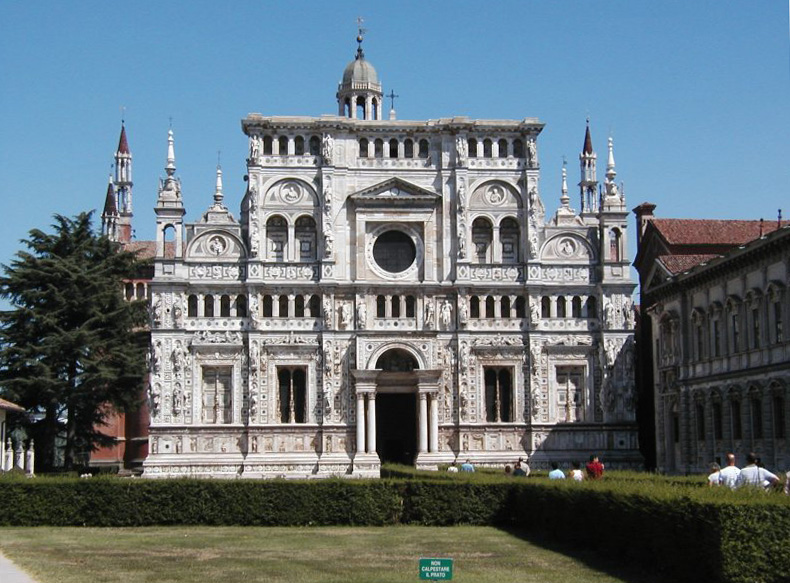
Fassade der Certosa di Pavia

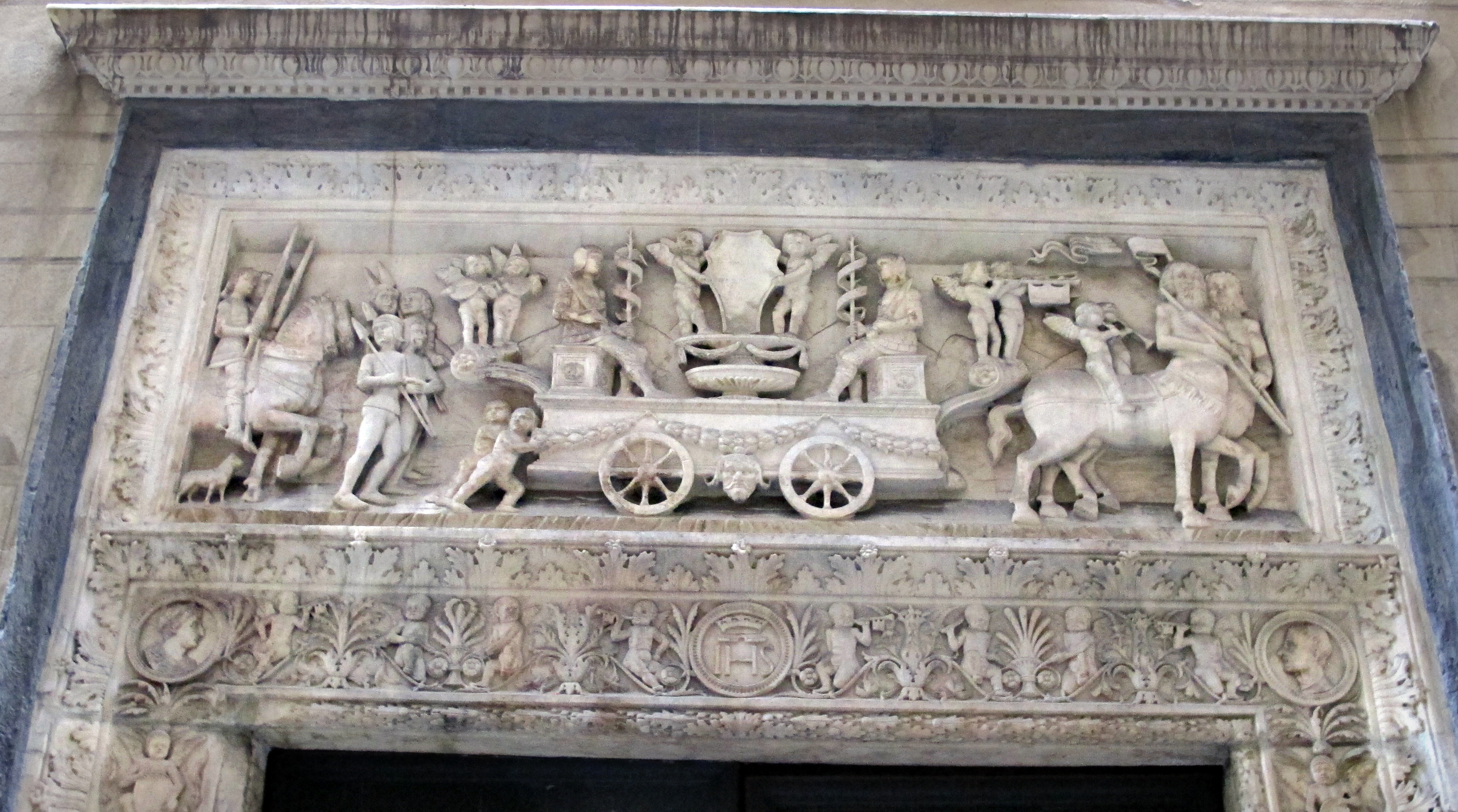
Pace Gaggini, Haus Spinola Portal

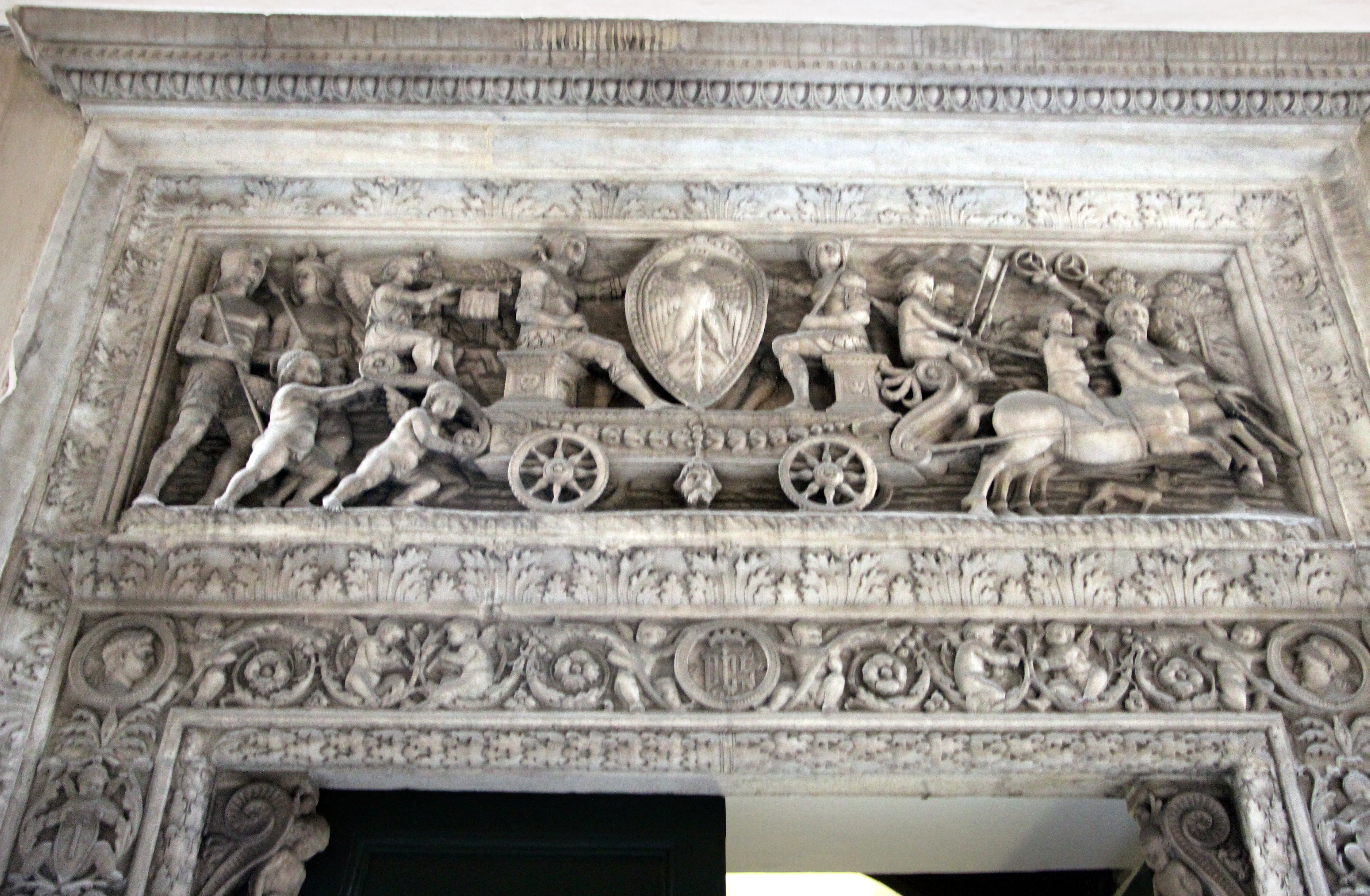
Pace Gaggini, Haus Doria Portal

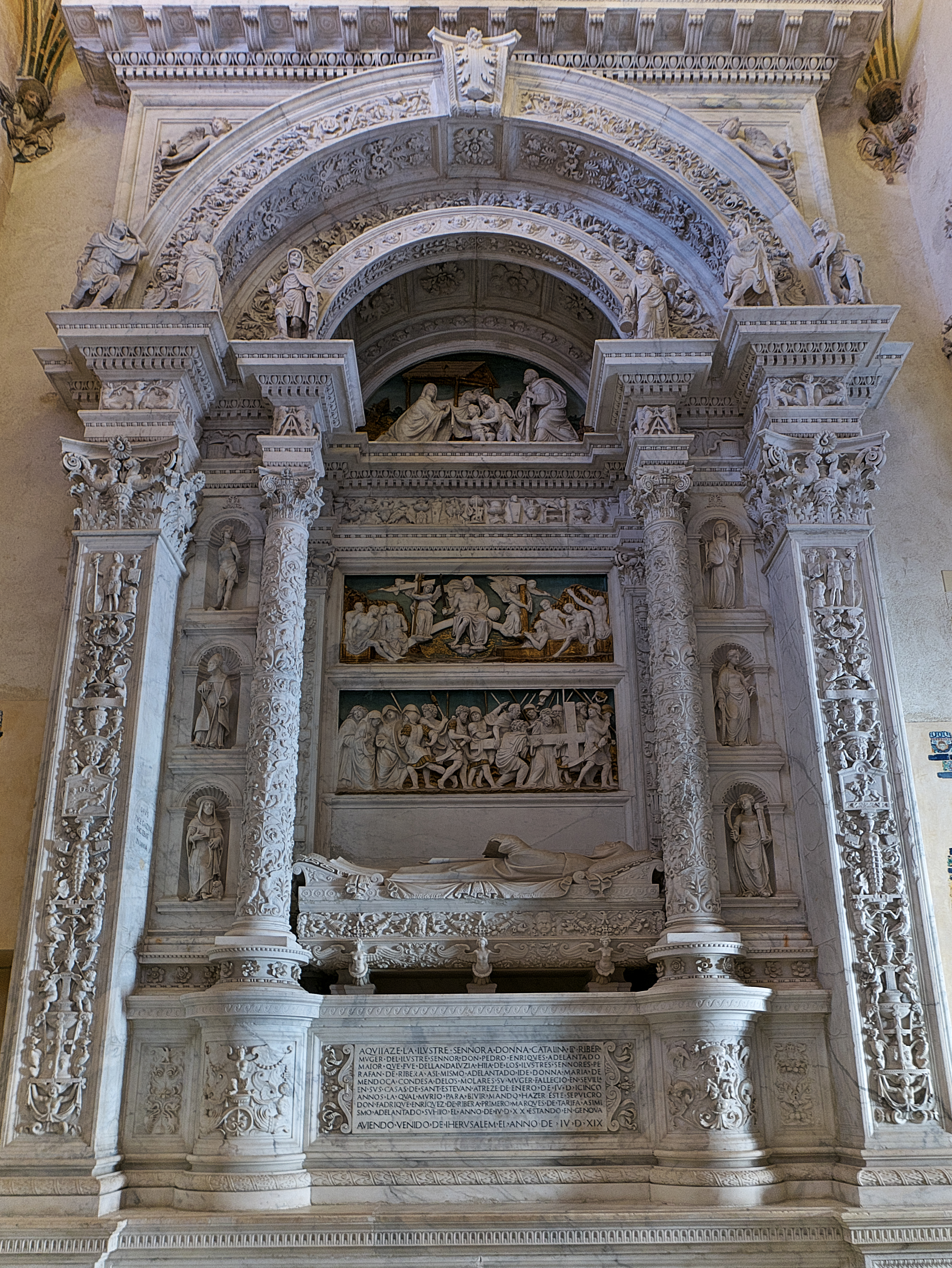
Pace Gaggini,Grabmal der Catalina de Ribera y Hurtado de Mendoza

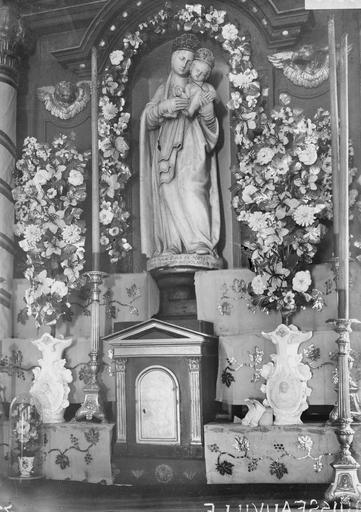
Pace Gaggini, Ruisseauville, Kirche Saint Nicaise, Madonna mit Kind

Pace Gaggini oder Gagini (* um 1470 in Bissone; † nach 1521 in Genua) war ein schweizerisch-italienischer Bildhauer der Frührenaissance.

## Leben und Werke
Pace oder Pasio war Sohn des Beltrame Gaggini, Bildhauer an der Certosa di Pavia, dann in Genua und Enkel von Elia Gagini (de Gazino), Bildhauer. Zu seinen frühesten Werken gehört das Portale del Trionfo Doria in der Via Chiossone in Genua, eines der besten Beispiele für genuesische Renaissanceportale. Demselben Pace oder seinen Mitarbeitern wird auch das Portal des Palazzo Jacopo Spinola zugeschrieben, das als Portale del Trionfo Spinola bekannt ist und in Struktur und Ikonographie dem Portale del Trionfo Doria ähnelt. Ab 1492 arbeitete er mit seinem Onkel Antonio della Porta, genannt Tamagnino, aus Osteno, mit dem er fast beständig wirkte, am Bau der Fassade der Certosa die unter der Leitung von Giovanni Antonio Amadeo. Zwischen 1496 und 1504 führte er verschiedene Arbeiten in der Kathedrale von Genua, in der Chiesa di San Bartolomeo della Certosa in Quartier Rivarolo, in der Kirche San Teodoro in Genua, wo er in Zusammenarbeit mit Tamagnino zwei Lomellini-Gräber schuf. Im Lomellini-Denkmal ist die Hand des Pace im Flachrelief der Geburt Christi und in den Figuren des Glaubens, der Nächstenliebe, der Hoffnung und der Stärke zu erkennen, die auf den Pfeilern zu beiden Seiten stehen.
Im Jahr 1504 wurden die beiden von Amadeo beauftragt, zwei Säulen aus rotem Marmor für das Portal des Kartäuserklosters zu liefern, während sie 1506 mit einem Auftrag für den Herzog von Rohan beauftragt wurden. Der am 14. Dezember 1504 unterzeichnete Vertrag betraf die Ausführung eines Brunnens, der aus zwei übereinanderliegenden Becken bestand, die von weiblichen Figuren getragen wurden. Das obere Becken wird von einer Vase gekrönt, auf deren Fuß Satyrn und Najaden zu sehen sind. Das Becken ist von Flachreliefs umgeben, die den heiligen Georg und den Drachen, das Wappen von Ludwig XII., einen gekrönten Igel und schließlich das Unternehmen des Kardinals Georges d’Amboise mit seiner Initiale darstellen. Pace und sein Begleiter wurden von Agostino Solari aus Carona unterstützt, dem Schöpfer der Statue des heiligen Johannes des Täufers oben auf dem Brunnen. Das Werk ist von einer Zeichnung im Louvre in Paris bekannt; mann glaubt, dass ein Teil des Brunnens in dem im Schloss La Rochefoucauld erhaltenen Becken zu erkennen ist.
Im Jahr 1507 schufen die beiden Künstler das Grabdenkmal für Raoul de Lannoy, französischer Gouverneur von Genua, und seine Frau Jeanne de Poix, das in der Kirche von Folleville aufgestellt wurde und die Inschrift Antonius de Porta Tamagninus Mediolanensis et Paxius nepos suus trägt: das sehr reiche Grabmal, bestehend aus den liegenden Figuren der beiden Stifter und der Grabplatte mit einem Basrelief mit Engeln, befindet sich in einer Nische, die mit dekorativen Reliefs mit Wirbeln, Friesen und Schimären geschmückt ist, die anscheinend zu einem späteren Zeitpunkt ausgeführt wurden; mann glaubt, dass sie zur gleichen Zeit wie das Denkmal von Folleville die Marienstatue in der Pfarrkirche Saint-Nicaise von Ruisseauville (Pas-de-Calais) anfertigten. In einem Dokument von 1507 erscheint Pace, agens pro Serenissima et Christianissima Maiestate Francorum Regis, in Carrara, wo er einen Vertrag über den Kauf von Marmor für einen Altar unterzeichnete. 20. September 1508 unterzeichnete er den Vertrag für die Statue von Francesco Lomellini für den Palast delle Compere di San Giorgio. Während der Ausarbeitung dieser Vereinbarung war die Partnerschaft mit Tamagnino noch in Kraft, dem das Werk zuerst zugeteilt wurde und an den die ersten Zahlungen erfolgten: Das Werk, das später in den Ehrenstücken mit Gold verziert werden sollte, basierte auf dem Modell, das Michele D'Aria für die Statue von Francesco Vivaldi (1466) angefertigt hatte, und erzielte ein neues und anderes Ergebnis der Natürlichkeit des Porträts. Aus einem Dokument der Gemeindeväter vom 16. November 1508 geht hervor, dass Pace in Genua in der Nähe der Ponte de' Coltellieri ein Marmorlager besaß, das er für die Verschiffung von Auftragsarbeiten des Kardinals von Rohan nutzte. Pace am 6. August 1511 zusammen mit Giovanni Antonio da Losnago dem Cristoforo Solari versprach, innerhalb von sechs Monaten eine Statue eines liegenden Bischofs nach dem ihnen zuvor vorgelegten Wachsmodell anzufertigen.
Am 3. Februar 1513 wählten Pace und Tamagnino, Amadeo und Giovanni Antonio de Damis aus, um den Schrein, den sie für die rechte Seite der großen Kapelle im Chor der Kirche angefertigt hatten, begutachten zu lassen: Der Tabernakel würde "das Ende des Amadeoismus bezeugen, der in einer extremen virtuosen Prüfung ertrunken ist, die nun das Ende eines Weges markiert, der für diese Kunst keinen Ausweg mehr bietet. Und es scheint hier klar zu sein, wie sich die beiden Luganesen dem Leonardismus von da Sesto anpassten. Im Jahr 1518 machte Fadrique Enríquez de Ribera auf einer seiner Reisen ins Heiliges Land in Genua Halt und bestellte bei Pace und Antonio Maria Aprile die Grabmäler für seine Eltern, Don Pedro und Catalina de Ribera. Die beiden Künstler verpflichteten sich vertraglich, die Marmorstücke nach Spanien zu transportieren und persönlich in der Kapelle des Kartäuserklosters Santa Maria de las Cuevas aufzustellen. Nach der Aufhebung des Klosters (1842) wurden die beiden Mausoleen in die Kapelle der Universität Sevilla gebracht, wo sie heute noch erhalten sind.
In diesem Werk verbindet Pace sowohl in der Bildhauerei als auch in den dekorativen Teilen eine von einem spanischen Künstler überlieferte römische Typologie mit dem Reichtum der lombardischen Ornamentik. In der Tat sind Übereinstimmungen mit seinem Werk im Kartäuserkloster offensichtlich, zum Beispiel mit den geflügelten Harpyien in den Fenstern der Certosa di Pavia. Die beiden Grabmäler bildeten den Brückenkopf für die Einführung der Renaissanceformen in Sevilla, der auch betont, dass es in Spanien mit Ausnahme des Mendoza-Grabmals keinen Präzedenzfall für das Grabmal von Ribera gibt, was die Schaffung eines ikonologischen Programms betrifft, das sowohl die Bibel als auch die Metamorphosen mit großer Freiheit verwendet. Zur symbolisch-antiquarischen Kultur von Pace gehörte auch die Kenntnis der neuen Bildsprache, die durch den Codex Escurialensis eingeführt wurde und die wahrscheinlich schon in Genua bekannt war. Diese kulturelle Aktualisierung in Richtung Rom zeigt sich in der Tat in einem Detail des Grabmals selbst: in einem sehr reichen Leuchter an einem Seitenpfeiler ist eine Darstellung der Diana Ephesina zu sehen, die in den monochromen Grotesken der Räume Raffaels im Vatikanpalast wieder auftaucht.
1517 die fertiggestellte Renaissance-Fassade der Kathedrale San Lorenzo in Lugano ist mit Reliefs verziert, die seinem Stil zugeschrieben werden können. Im November 1520 gehörte Pace zu den Bildhauern, die einen Brief an die genuesische Regierung unterzeichneten, um die Vorschrift zu revidieren, dass jeder, der nicht die genuesische Staatsbürgerschaft besaß, aus der Kunst ausgeschlossen werden sollte. Am 1. April 1521, wahrscheinlich wegen der Reise nach Sevilla, um die Gräber von Ribera aufzustellen, benannte Pace in einer Urkunde Francesco Brocchi da Campione d’Italia als seinen Prokuristen. Nach diesem Datum gibt es keine weiteren Nachrichten über Pace und das Datum seines Todes ist nicht bekannt, der möglicherweise in Spanien war, da Aprile und Pace’s Neffe Bernardino Gaggini, der ihm bei der Arbeit geholfen oder ihn ersetzt hatte, im Jahr 1525 aus Sevilla zurückkehrten.